# Sri-lankische Badmintonmeisterschaft 2016
Die Sri-lankische Badmintonmeisterschaft 2016 fand vom 26. bis zum 30. Oktober 2016 in Boyagane statt. Es war die 64. Austragung der nationalen Titelkämpfe im Badminton in Sri Lanka.

## Austragungsort
- Sri Lanka Army Indoor Stadium in Boyagane, Kurunegala

## Finalergebnisse
| Disziplin    | Sieger                                              | Finalist                              | Ergebnis            |
| ------------ | --------------------------------------------------- | ------------------------------------- | ------------------- |
| Herreneinzel | Niluka Karunaratne                                  | Chamika Karunaratne                   | 21-14, 21-10        |
| Dameneinzel  | Thilini Pramodika                                   | Kavindi Ishandika Sirimannage         | 21-14, 21-15        |
| Herrendoppel | Sachin Dias Buwenaka Goonethileka                   | Niluka Karunaratne Dinuka Karunaratne | 21-15, 23-25, 21-19 |
| Damendoppel  | Thilini Pramodika Kavindi Ishandika Sirimannage     | Achini Ratnasiri Upuli Weerasinghe    | 21-17, 28-26        |
| Mixed        | Buwenaka Goonethileka Kavindi Ishandika Sirimannage | Niluka Karunaratne Chandrika de Silva | 21-12, 18-21, 1-0   |